# Coupe du Portugal de football 1944-1945
Navigation
Coupe du Portugal 1943-1944 Coupe du Portugal 1945-1946
La 7e édition de la Coupe du Portugal voit la victoire du Sporting CP pour la seconde fois.

## Participants
- Primeira Divisão :
  - Académica de Coimbra, Os Belenenses, SL Benfica, GD Estoril Praia, Vitória Guimarães, SC Olhanense, FC Porto, SC Salgueiros, Sporting CP, Vitória Setúbal.
- Segunda Divisão :
  - Atlético CP, Boavista FC, CUF do Barreiro, O Elvas, UD Oliveirense, Luso SC.

## Huitièmes de finale
À l'issue de ce premier tour, trois clubs de deuxième division, l'Atlético CP et l'UD Oliveirense, et le Boavista FC restent en lice pour les 1/4 de finale, battant pour ce dernier un club de première division, l'Académica de Coimbra.
Le SC Salgueiros remporte son premier match face au tenant du titre et champion du Portugal en cours, le Benfica Lisbonne, mais ce dernier les écrase 9 à 1 au match retour. Contrairement à la saison passée le Sporting CP, élimine le FC Porto. Une rencontre nécessite de passer par un match d'appui, l'autre club lisboète, Os Belenenses, face au finaliste de l'an passé, le GD Estoril Praia.
| Équipe 1        | Aller | Date          | Retour | Date          | Équipe 2          |
| --------------- | ----- | ------------- | ------ | ------------- | ----------------- |
| Atlético CP     | 2-3   | 15 avril 1945 | 5-1    | 22 avril 1945 | O Elvas           |
| SC Olhanense    | 3-2   | 15 avril 1945 | 4-0    | 22 avril 1945 | CUF do Barreiro   |
| Os Belenenses   | 1–0   | 15 avril 1945 | 0–1    | 22 avril 1945 | GD Estoril Praia  |
| Vitória Setúbal | 1-0   | 15 avril 1945 | 7-2    | 22 avril 1945 | Vitória Guimarães |
| Sporting CP     | 0–0   | 15 avril 1945 | 4–1    | 22 avril 1945 | FC Porto          |
| UD Oliveirense  | 4-0   | 15 avril 1945 | 2-3    | 22 avril 1945 | Luso SC           |
| SC Salgueiros   | 4–2   | 15 avril 1945 | 1–9    | 22 avril 1945 | SL Benfica        |
| Boavista FC     | 2–2   | 15 avril 1945 | 3–1    | 22 avril 1945 | Académica         |

### Match d'appui
| Équipe 1      | Date | Résultat | Équipe 2         |
| ------------- | ---- | -------- | ---------------- |
| Os Belenenses | -    | 2-1      | GD Estoril Praia |

## Quarts de finale
Au terme de ces quarts plus aucune équipes évoluant en seconde division ne passent à l'étape suivante. Le derby lisboète (SL Benfica - Os Belenenses) tourne à l'avantage du tenant, les rouges du Benfica Lisbonne.
| Équipe 1        | Aller | Date        | Retour | Date         | Équipe 2       |
| --------------- | ----- | ----------- | ------ | ------------ | -------------- |
| SL Benfica      | 7–1   | 3 juin 1945 | 4–5    | 10 juin 1945 | Os Belenenses  |
| Vitória Setúbal | 3–0   | 3 juin 1945 | 1–2    | 10 juin 1945 | Boavista FC    |
| Sporting CP     | 8–1   | 3 juin 1945 | 4–1    | 10 juin 1945 | UD Oliveirense |
| SC Olhanense    | 5–0   | 3 juin 1945 | 2–1    | 10 juin 1945 | Atlético CP    |

## Demi-finale
Le SC Olhanense grâce à sa victoire à Setúbal, sur le score de 3 à 0, parvient pour la première fois en finale. L'autre rencontre oppose les "deux grands" de Lisbonne, chacun remporte son match à l'extérieur, mais sur l'ensemble des deux matchs ils se retrouvent à égalité (4-4). Ils doivent donc passer par un match d'appui.
| Équipe 1     | Aller | Date         | Retour | Date         | Équipe 2        |
| ------------ | ----- | ------------ | ------ | ------------ | --------------- |
| SC Olhanense | 0-2   | 17 juin 1945 | 3-0    | 24 juin 1945 | Vitória Setúbal |
| Sporting CP  | 1-2   | 17 juin 1945 | 3-2    | 24 juin 1945 | SL Benfica      |

### Match d'appui
Grâce à un but d'Albano à la 67e minute, le Sporting CP se qualifie pour la finale.
| Équipe 1    | Date         | Résultat | Équipe 2   |
| ----------- | ------------ | -------- | ---------- |
| Sporting CP | 27 juin 1945 | 1-0      | SL Benfica |

## Finale
Contre toute attente, ce fut une finale difficile et révélée. Le Sporting CP, remporte néanmoins cette finale, sur un but controversé inscrit à 4 minutes du terme de la rencontre. Les joueurs du SC Olhanense affirment que Jesus Correia joue le ballon alors que ce dernier est sortie et trompe ainsi le gardien adverse, rester statique attendant que l'arbitre siffle une remise en jeu.

### Feuille de match
| 1er juillet 1945 | Sporting CP       | 1 – 0   | SC Olhanense | Campo das Salésias, Lisbonne                 |                                              |
|                  | Jesus Correia 86e | (0 - 0) |              | Spectateurs : 0 Arbitrage : Domingos Miranda | Spectateurs : 0 Arbitrage : Domingos Miranda |

| Sporting CP | Olhanense |

| Sporting CP :    |    |                      |
|                  |    |                      |
| G                | 1  | João Azevedo         |
| D                | 2  | Octávio Barrosa      |
| D                | 3  | Álvaro Cardoso (cap) |
| G                | 4  | João Nogueira        |
| M                | 5  | Manecas              |
| M                | 6  | Veríssimo            |
| M                | 7  | António Lourenço     |
| A                | 8  | João Cruz            |
| A                | 9  | Albano               |
| A                | 10 | Jesus Correia        |
| A                | 11 | Armando Ferreira     |
| Entraîneur :     |    |                      |
| Joaquim Ferreira |    |                      |

| SC Olhanense : |    |                    |
|                |    |                    |
| G              | 1  | Abraão             |
| D              | 2  | António Rodrigues  |
| D              | 3  | Santos             |
| D              | 4  | João Nunes         |
| G              | 5  | Grazina            |
| M              | 6  | Guilherme Loulé    |
| A              | 7  | Moreira            |
| A              | 8  | Joaquim Paulo      |
| A              | 9  | Francisco Palmeiro |
| A              | 10 | Salvador           |
| A              | 11 | Fernando Cabrita   |
| Entraîneur :   |    |                    |
| Cassiano       |    |                    |

## Bilan de la saison
| Tableau d'Honneur                        |                   |
| Compétition                              | Vainqueur         |
| Primeira Divisão                         | SL Benfica        |
| Segunda Divisão                          | Atlético CP       |
| Taça de Portugal                         | Sporting CP       |
| Championnat de l'AF Algarve de football  | SC Olhanense      |
| Championnat de l'AF Braga de football    | Vitoria Guimarães |
| Championnat de l'AF Coïmbra de football  | Académica         |
| Championnat de l'AF Lisbonne de football | Sporting CP       |
| Championnat de l'AF Porto de football    | FC Porto          |
| Championnat de l'AF Setúbal de football  | Vitória Setúbal   |